# Imaginario colectivo
El término imaginario colectivo alude a un concepto de las ciencias sociales, acuñado en el año 1960 por Edgar Morin, que designa al conjunto de mitos y símbolos que, en cada momento, funcionan efectivamente como de «mente» social colectiva. Es alimentada, tanto en su dimensión real como en su dimensión imaginaria (que se retroalimentan -transferencias y proyecciones-), de una forma cuasi-religiosa, por los medios de comunicación; y se identifica en los productos de consumo y las personalidades mediáticas (líderes, famosos). Se caracteriza por su neo-arcaísmo, su sincretismo y su universalización. Se desarrolla en arquetipos o temas universales (el amor, el tiempo, la juventud, el héroe). Las catástrofes y desgracias funcionan como un imaginario negativo.

## Definiciones
El concepto de imaginario ha atraído la atención en antropología, sociología, psicoanálisis, filosofía y estudios de medios.
Las raíces del concepto moderno de imaginario pueden rastrearse hasta el libro de 1940 de Jean-Paul Sartre, Lo Imaginario: psicología fenomenológica de la imaginación en el que Sartre discute su concepto de la imaginación y la naturaleza de la conciencia humana. Pensadores posteriores han extendido las ideas de Sartre a los ámbitos de la filosofía y la sociología.
Para John Thompson, el imaginario social es "la dimensión creativa y simbólica del mundo social, la dimensión a través de la cual los seres humanos crean sus formas de vivir juntos y sus maneras de representar su vida colectiva".: 6 
Para Manfred Steger y Paul James, "los imaginarios son convocaciones pautadas de la totalidad social. Estos modos de comprensión profundamente arraigados proporcionan parámetros mayormente pre-reflexivos dentro de los cuales las personas imaginan su existencia social —expresada, por ejemplo, en concepciones como 'lo global', 'lo nacional', 'el orden moral de nuestro tiempo'".
John R. Searle usa la expresión "realidad social" en lugar de "imaginario social".: 4 

### Castoriadis
En 1975, Cornelius Castoriadis usó el término en su libro La institución imaginaria de la sociedad, sosteniendo que "el imaginario de la sociedad ... crea para cada período histórico su forma singular de vivir, ver y hacer su propia existencia".: 23  Para Castoriadis, "las significaciones imaginarias centrales de una sociedad ... son los lazos que mantienen unida a una sociedad y las formas que definen lo que, para una sociedad dada, es 'real'".: 24 
De manera similar, Jürgen Habermas escribió sobre "el trasfondo masivo de un mundo de vida compartido intersubjetivamente ... contextos del mundo de vida que proporcionan el respaldo de un consenso masivo de fondo".

### Lacan
"El imaginario es presentado por Lacan como uno de los tres órdenes que se cruzan y estructuran toda existencia humana, siendo los otros dos lo simbólico y lo real". Según David Macey, Lacan respondía a la referencia de Sartre en 1940 a la imagen como una forma de conciencia.: xxi  Lacan también se basó en cómo "Melanie Klein amplía los límites dentro de los cuales podemos ver operar la función subjetiva de la identificación", en su trabajo sobre la fantasía – algo que sus seguidores extendieron al análisis de cómo "todos somos propensos a ser absorbidos por sistemas de fantasía social ... la experiencia de estar en un conjunto particular de colectividades humanas". "Si bien sólo en los primeros años de la infancia los seres humanos viven completamente en lo Imaginario, este permanece claramente presente a lo largo de toda la vida del individuo".
El imaginario, como término lacaniano, se refiere a una ilusión y fascinación con una imagen del cuerpo como unidad coherente, que deriva de la relación dual entre el yo y la imagen especular o del espejo. Esta ilusión de coherencia, control y totalidad no es en absoluto innecesaria o inconsecuente. "El término 'imaginario' es obviamente afín a 'ficticio', pero en su sentido lacaniano no es simplemente sinónimo de ficción o irrealidad; por el contrario, las identificaciones imaginarias pueden tener efectos muy reales".

### Taylor
El filósofo canadiense Charles Taylor utiliza el concepto de imaginarios sociales modernos para explorar la transición occidental desde las normas jerárquicas de los imaginarios sociales premodernos hacia el imaginario social moderno, horizontal, igualitario y de acceso directo.: 64–65, 209  Considera el ideal renacentista de la civilidad y la autoformación como una especie de etapa intermedia: 112  en el camino hacia la modernidad y la moralidad moderna. El imaginario social moderno que considera incluye un sistema de esferas interconectadas, que incluyen la reflexividad y el contrato social, la opinión pública y la esfera pública de Habermas, la economía político-mercantil como una fuerza independiente, y la autogestión de los ciudadanos dentro de una sociedad como ideal normativo.: 176–207 
Taylor ha reconocido la influencia de Benedict Anderson en su formulación del concepto de imaginario social. Anderson trató a la nación como "una comunidad política imaginada ... la nación, así como el nacionalismo, son artefactos culturales de un tipo particular".

## Ontología
Aunque no constituye una realidad establecida, el imaginario social es sin embargo una institución, en la medida en que representa el sistema de significados que rige una determinada estructura social. Estos imaginarios deben entenderse como construcciones históricas definidas por las interacciones de los sujetos en sociedad. En ese sentido, el imaginario no es necesariamente "real", ya que es un concepto imaginado contingente a la imaginación de un sujeto social particular. No obstante, sigue existiendo cierto debate entre quienes usan el término (o sus variantes, como imaginaire) respecto al estatus ontológico del imaginario. Algunos, como Henry Corbin, entienden que el imaginario es en efecto bastante real, mientras que otros le atribuyen sólo una realidad social o imaginada.
John R. Searle consideraba que la ontología del imaginario social es compleja, pero que en la práctica "la estructura compleja de la realidad social es, por así decirlo, ingrávida e invisible. El niño es criado en una cultura donde simplemente da por sentada la realidad social ... La ontología compleja parece simple".: 4  Añadió la sutil distinción de que la realidad social es relativa al observador, y por tanto "heredará esa subjetividad ontológica. Pero esta subjetividad ontológica no impide que se puedan hacer afirmaciones objetivamente epistémicas sobre características relativas al observador".: 12–13 

## Imaginario tecnológico
En 1995, George E. Marcus editó un libro titulado Technoscientific Imaginaries, que exploraba etnográficamente la ciencia y la tecnología contemporáneas. Esta colección de encuentros en las tecnociencias, elaborada por un colectivo de antropólogos y otros, tenía como objetivo encontrar sitios estratégicos de cambio en mundos contemporáneos que ya no encajan con las ideas y pedagogías tradicionales y que son mejor explorados mediante un esfuerzo colaborativo entre tecnocientíficos y científicos sociales.[cita requerida] Aunque el imaginario lacaniano solo se invoca indirectamente, se examina repetidamente la interacción entre emoción y razón, deseo, el orden simbólico y lo real.
Fundamentales en el lado técnico de estos imaginarios son los modos de representación visuales, estadísticos y otros modos representacionales de creación de imágenes que han facilitado desarrollos científicos y, en ocasiones, desviado la percepción de objetividad y certeza. Este trabajo parte del supuesto de que "el significado tecnológico está históricamente arraigado y, como resultado, se ubica dentro de un imaginario social más amplio".: 10 
En 2009, Sheila Jasanoff y Sang-Hyun Kim definieron el ‘imaginario sociotécnico’ como “formas colectivamente imaginadas de vida social y orden social reflejadas en el diseño y realización de proyectos científicos y/o tecnológicos específicos de cada nación”. El artículo de Jasanoff y Kim utilizó como ejemplo los enfoques contrastantes de EE. UU. y Corea del Sur sobre la tecnología nuclear y es ampliamente citado, particularmente en el campo de los Estudios de ciencia y tecnología. En trabajos posteriores, Stephen Hilgartner y Jasanoff lideraron un equipo que comparó las respuestas al Covid-19 en dieciséis países, mostrando cómo distintos tipos de estados imaginaron y desplegaron diferentes respuestas tecnológicas ante la pandemia en consonancia con sus culturas políticas. Otros académicos han flexibilizado el enfoque centrado en el Estado de la definición de Jasanoff y Kim para incluir todas las “visiones orientadas al futuro de órdenes sociales y tecnológicos conectados”. Ejemplos de ello incluyen las formas en que diferentes personas y grupos imaginaron la posible explotación de los recursos oceánicos durante la Guerra Fría.

## Imaginario mediático
Varios estudiosos e historiadores de los medios de comunicación han analizado el imaginario de las tecnologías a medida que emergen, como en el caso de las primeras tecnologías de comunicación, los teléfonos móviles, y el Internet.

## Imaginario arquitectónico
Peter Olshavsky ha analizado el imaginario en el campo de la arquitectura. Basándose en el trabajo de Taylor, el imaginario se entiende como una categoría para comprender la praxis social y las razones que los diseñadores dan para dar sentido a estas prácticas.
Pavel Kunysz también ha tomado como referencia la comprensión del imaginario social de Castoriadis para estudiar los roles de las prácticas arquitectónicas contemporáneas en la transformación de los vínculos sociales con los terrenos urbanos en desuso.
Su trabajo enlaza la literatura del imaginario social con una antropología del encantamiento y los estudios del lugar, para proponer una crítica de la arquitectura enmarcada dentro de la generalización de las prácticas creativas en la era transestética, tal como fue propuesta por Jean Serroy y Gilles Lipovetsky.